# 劉建忻
劉建忻（1968年—），臺灣民主進步黨籍政治人物，為支持臺灣獨立的外省人第二代，野百合學運出身，具有美國喬治城大學公共政策研究所碩士學位。現任考試院秘書長，曾任行政院研考會副主任委員、臺南市政府副秘書長、民進黨副秘書長、總統府特任副秘書長，曾三度代理總統府秘書長。

## 榮譽

### 中華民國勳章獎章
- 一等景星勳章（2024年5月13日於總統府頒授）[4]

## 著作
- 日本市町村合併之評析―平成大合併的成效、影響與特質（日本台灣交流協會2008年訪問學人研究成果報告書）